# Station Koniecpol
Station Koniecpol is een spoorwegstation in de Poolse plaats Koniecpol.